# Jennings (Antigua i Barbuda)
Jennings – miejscowość w Antigui i Barbudzie, na wyspie Antigua (Saint Mary). Liczy 1054 mieszkańców (2013)